# (1268) Libya
(1268) Libya est un astéroïde de la ceinture principale extérieure découvert le 29 avril 1930 par l'astronome sud-africain Cyril V. Jackson.

## Historique
Le lieu de découverte, par l'astronome sud-africain Cyril V. Jackson, est Johannesburg (UO). Sa désignation provisoire, lors de sa découverte le 29 avril 1930, était 1930 HJ.

## Caractéristiques
Sa distance minimale d'intersection de l'orbite terrestre est de 2,593 060 ua.